# Johann Heinrich Lambert
Johann Heinrich Lambert (Mülhausen, 26 de agosto de 1728-Berlín, 25 de septiembre de 1777) fue un matemático, físico, astrónomo y filósofo alemán de origen francés. Demostró que el número π es irracional, usando el desarrollo en fracción continua de tan x, con lo que cerró la posibilidad de poder determinar una expresión «exacta» (fracción numérica o cociente de dos enteros) para este número. También hizo aportes al desarrollo de la geometría hiperbólica y de la astronomía, desarrollando un método para calcular las órbitas de los cometas y el teorema de Lambert.

## Vida
Lambert procedía de una familia de refugiados hugonotes que se había establecido en Müllhausen (Alsacia), ciudad que entonces pertenecía a la Confederación Helvética. Hijo de un sastre, tuvo seis hermanos. A pesar del evidente buen rendimiento escolar, el hijo ya a los doce años hubo de abandonar la escuela y trabajar ayudando a su padre. Pero continuó su formación por su cuenta con ayuda de todos los libros que estuvieron a su alcance, estudiando por las tardes. A los quince años entró a trabajar en la siderurgia y después como tenedor de libros. Desde 1746 fue secretario privado del filósofo suizo Isaak Iselin en Basilea, y, dos años más tarde, profesor privado del conde Peter von Salis. en Chur. Este empleo le dejaba tiempo suficiente para acceder a la biblioteca privada del conde. Fue en esta época cuando se inició en la investigación matemática.
Acompañando a los hijos de este, Lambert emprendió entre 1756 y 1758 diversos viajes formativos, visitando los principales centros intelectuales de Europa y trabando contacto con numerosos sabios. Así, llegó a ser miembro de la Sociedad Científica suiza (Société Scientifique). Publicó sus primeros trabajos en 1755.
En 1758, Lambert vivía en Augsburgo, donde se había establecido como director de publicación. Allí entró en el círculo de los miembros fundadores de la Academia de Ciencias del Electorado (Churfürstlichen Akademie der Wissenschaften), que más tarde se llamó Academia de Ciencias de Baviera (Bayerische Akademie der Wissenschaften), donde ingresó en 1759 como miembro extranjero de la sección de Filosofía. En 1764, a propuesta del matemático Leonhard Euler, fue nombrado miembro de la Academia de las Ciencias de Berlín y recibió una plaza muy bien dotada como consejero de Supraestructura (Oberbaurat).
En la última década de su vida, obtuvo el mecenazgo de Federico II de Prusia, y pasó el resto de su vida de una manera razonablemente cómoda. Murió en Berlín en 1777.

## Obra científica y filosófica
Lambert perteneció a los más sobresalientes matemáticos y lógicos de su época. En 1959, el matemático Georg Faber (1877-1966) escribió sobre Lambert:

Lambert war in Licht und Schatten das rechte Bild eines Gelehrten des 18. Jahrhunderts, der über Gott und die Welt alles mögliche schreibt, aber nicht von einem Katheder aus doziert. Unter den rund 2500 Mitgliedern, welche die [Münchner] Akademie in den zweihundert Jahren ihres Bestehens hatte, findet sich kein zweiter seinesgleichen.
Lambert fue en lo bueno y en lo malo el perfecto retrato de un erudito del siglo xviii, que escribe todo lo posible sobre Dios y el mundo, pero no enseña desde una cátedra. Entre los aproximadamente 2500 miembros que formaron parte de la Academia [de Múnich] en sus doscientos años de existencia, no se encuentra ninguno igualable a él.

### Física
Lambert estableció la doctrina de la medición de la intensidad de la luz como ciencia en su obra Photometria, seu de mensura et gradibus luminis colorum et umbras (Augsburgo, 1760). En esta obra introdujo la noción y el término de «albedo».
Fue inventor del primer higrómetro y el primer fotómetro operativos. Además, investigó la teoría del megáfono, siendo él mismo duro de oído desde su nacimiento.
En 1759 apareció la primera edición de su obra Freye Perspective (Perspectiva libre), que le hizo ampliamente conocido; la segunda edición apareció en 1774. Este trabajo preparó los posteriores de Gaspard Monge y Jean-Victor Poncelet. Creó un perspectógrafo que lleva su nombre. Los escritos de Lambert sobre perspectiva fueron editados en 1943 por Max Steck, acompañados con una detallada bibliografía de todas las obras de Lambert.
Preocupado por la representación de la profundidad en la pintura y la representación de la transparencia del aire, Lambert descubrió en 1760 la ley fotométrica llamada ley de Beer-Lambert, que relaciona la absorción de luz con las propiedades del material atravesado. También formuló en óptica la ley de Lambert o ley del coseno de Lambert.
En 1772 desarrolló una especial proyección geográfica fiel a los ángulos, conocida como proyección conforme de Lambert. Junto a ella, desarrolló ulteriores proyecciones. En el mismo año publicó también la pirámide cromática de Lambert, que fue el primer espacio de color tridimensional.

### Matemáticas
En 1761 (o bien 1766),[cita requerida] Lambert probó la irracionalidad del número π. Además, adivinó que el número e y π eran números trascendentes.
También hizo aportaciones al desarrollo de la geometría hiperbólica, siendo el primero en introducir las funciones hiperbólicas, en conexión al estudio de la teoría de paralelas y en trigonometría. También hizo conjeturas (1786) acerca del espacio no euclidiano. Asimismo, formuló teoremas sobre las secciones cónicas que simplificaban el cálculo de las órbitas de los cometas. Incursionó en cartografía y matemática actuarial.
Por él recibe su nombre la función W de Lambert. Lambert la postuló por primera vez en 1758, si bien fue perfeccionada por Leonhard Euler en 1783, y por George Pólya y Gábor Szegö en 1925.

### Astronomía
En 1761, Lambert formuló la hipótesis de que las estrellas próximas al sol eran parte de un grupo que viajaban juntas a través de la Vía Láctea, y que había muchos agrupamientos de ese tipo (sistemas estelares) en toda la galaxia. Lo primero fue confirmado posteriormente por William Herschel.
También en 1761, tomando los resultados de Euler sobre las trayectorias parabólicas (de energía nula) de los cometas, los llevó más lejos mediante el teorema de Lambert sobre las órbitas elípticas —tres posiciones dadas permiten determinar el movimiento kepleriano de un satélite—. Se le deben numerosos artículos sobre trigonometría esférica (1770), aunque la noción de ángulo sólido aún no está claramente definida.
En 1773, Lambert calculó las coordenadas orbitales de Neith, un satélite de Venus, cuya observación había sido validada por la comunidad de astrónomos; sin embargo, a finales del siglo xix se probó que no existía.[cita requerida]
Lambert desarrolló la teoría de generación del universo que era similar a la hipótesis nebular que Immanuel Kant había publicado recientemente. Lambert había leído El único fundamento posible de una demostración de la existencia de Dios (1763), obra en la que Kant resumió brevemente su teoría sobre el origen de los planetas a partir de una nube gaseosa. El propósito de Kant era ilustrar la sabiduría y el propósito de Dios, y, de esta manera, apoyar su existencia. En un comienzo, el filósofo había publicado una versión extendida de esta teoría en su Historia general de la naturaleza y teoría acerca del cielo (1755). A Lambert le impresionó lo que leyó en el resumen de Kant de 1763, y comenzó un intercambio epistolar con este acerca de la teoría. Pronto, Lambert publicó su propia versión de la nebulosa protosolar como hipótesis del origen del sistema solar.
En 1776 fundó la revista Berliner Astronomisches Jahrbuch (Anuario Astronómico Berlinés).

### Filosofía
Lambert también realizó importantes aportaciones en la teoría del conocimiento, a la que consagró su obra Neues Organon, oder Gedanken über die Erforschung und Bezeichnung des Wahren (Nuevo Organon, o pensamientos sobre la investigación y designación de lo verdadero, 2 vols., Leipzig, 1764). La obra se divide en cuatro partes. En el primer tomo, se encuentran la dianología —o doctrina de las leyes del pensamiento— y la alethiología —o doctrina de la verdad (del griego alétheia)—. En el segundo tomo, se tratan la semántica o semiótica —doctrina de los signos— y, finalmente, la fenomenología —término introducido por Lambert, y por el cual entiende la doctrina de la apariencia—. Según sus propias palabras en la «Introducción», la obra se inspiraría especialmente en Christian Wolff y John Locke, por lo que en la primera parte, la dianoiología, se atiene particularmente al primero; de hecho, existen numerosas semejanzas con la obra de Wolff, Vernünftige Gedanken von den Kräften des menschlichen Verstandes (Pensamientos racionales sobre las fuerzas del entendimiento humano, Halle, 1713). Sin embargo, Lambert deja claro que no se ha limitado a reproducir las ideas de Wolff, sino que también las ha ampliado con concepciones propias. Parte de su trabajo fue crear una nueva metodología para la filosofía con ayuda de la matemática.
Lambert es considerado un representante del racionalismo —si bien fue crítico con la ontología de Gottfried Leibniz y Wolff, llevando más lejos la crítica que había realizado Christian August Crusius— y un importante predecesor de Kant, con quien mantuvo una viva correspondencia. También se le tiene por precursor de la lógica simbólica.

## Literatura

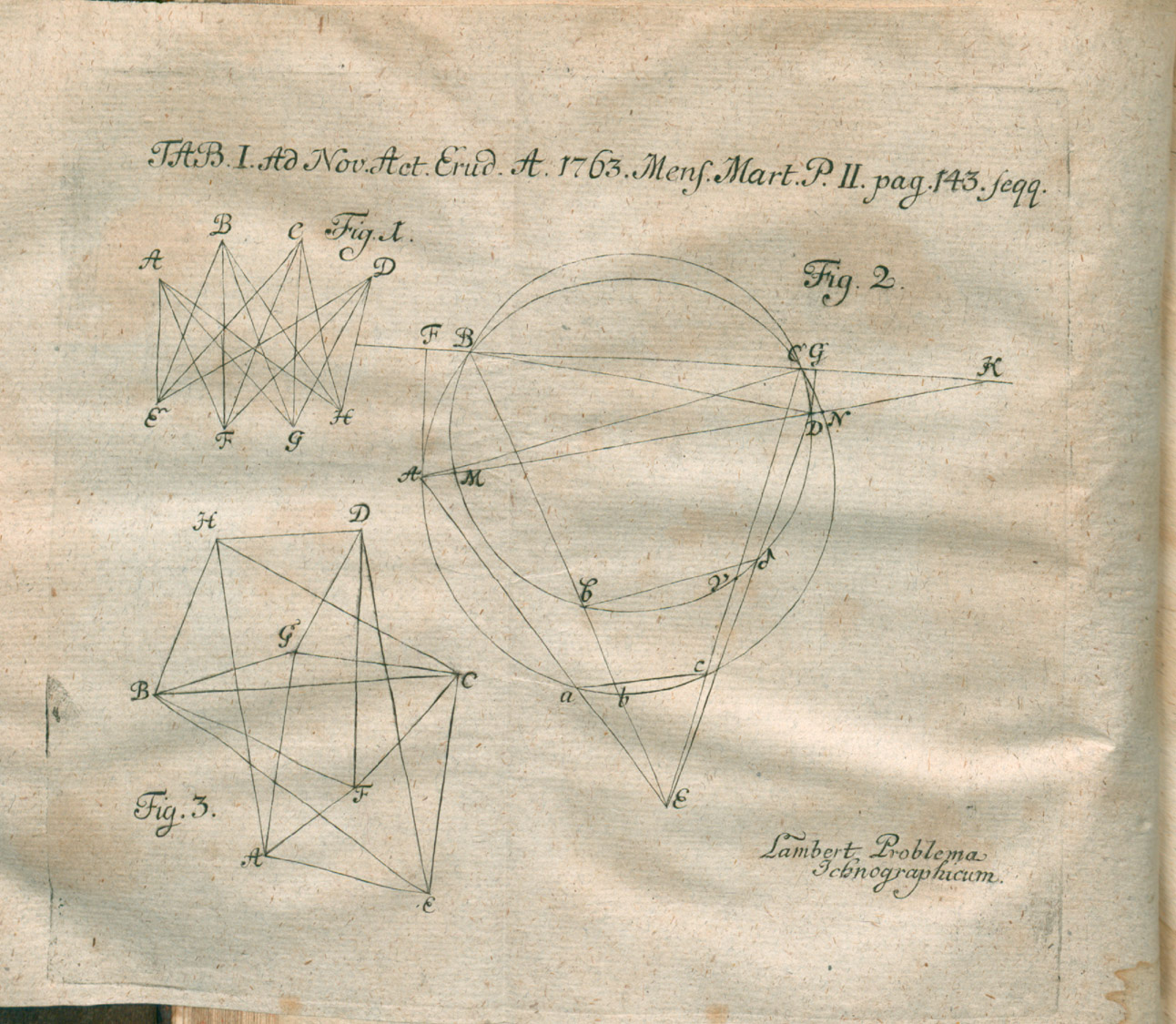
Ilustración de De ichnographica campi vel regionis delineatione independenter ab omni basi perficienda (Acta Eruditorum, 1763).

### Obras de Lambert
- Propriétés remarquables de la route de la lumière, La Haye, 1758.
- Photometria, sive de mensura et gradibus luminis, colorum et umbrae, Gotinga, 1760.
- Kosmologische Briefe über die Einrichtung des Weltbaues. Augsburgo, 1761
- Insigniores orbitae cometarum proprietates. Gotinga, 1761.
- Neues Organon, oder Gedanken über die Erforschung und Bezeichnung des Wahren. 2 vols., Leipzig, 1764.
- Beschreibung und Gebrauch einer neuen und allgemeinen eccliptischen Tafel. Berlín, 1765.
- Beyträge zum Gebrauche der Mathematik und deren Anwendung, 2 vols, Berlín, 1765 (vol. 1) y 1770 (vol. 2).
- Anmerkungen über die Branderschen Mikrometer von Glase. Augsburgo, 1769.
- Zusätze zu den logarithmischen und trigonometrischen Tabellen. Berlín, 1770.
- Anlage zur Architektonik, oder Theorie des Einfachen und Ersten in der philosophischen und mathematischen Erkenntnis. 2 vols. Riga, 1771.
- Beschreibung einer mit dem Calauschen Wachse ausgemalten Farbenpyramide. Berlín, 1772.
- Anmerkungen und Zusätze zur Entwerfung der Land- und Himmelscharten. 1772.
- Hygrometrie. Augsburgo, 1774.
- Pyrometrie, oder vom Maaße des Feuers und der WÄrme. Berlín, 1779.
- Logische und philosophische Abhandlungen. Dessau, 1782–1787.
- Deutscher gelehrter Briefwechsel. Dessau, 1782–1784.
- Abhandlung über einige akustische Instrumente. Berlín, 1796 (trad. alemana del original en francés).
- Mémoire sur la résistance des fluides avec la solution du problème balistique (Mémoires de l'Acadèmie de Berlin pour l'année 1765). Edición de J. Corréard, París, 1846.

### Ediciones
- Texte zur Systematologie und zur Theorie der wissenschaftlichen Erkenntnis. Edic. de Geo Siegwart. Meiner, Hamburgo, 1988 (ISBN 978-3-7873-0723-4)

### Literatura secundaria
- A Short Account of the History of Mathematics, W. W. Rouse Ball, 1908.
- Isaac Asimov, Asimov's Biographical Encyclopedia of Science and Technology, Doubleday & Co., Inc., 1972 (ISBN 0-385-17771-2).
- Ernst Cassirer, El problema del conocimiento, vol. 2 (1907); México D.F., FCE, 1956, 1986 (ISBN 968-16-2278-2), pp. 487-498. (Resumen de las principales aportaciones de Lambert en teoría del conocimiento.)
- Athanase Papadopoulos y Guillaume Théret, « La théorie des parallèles de Johann Heinrich Lambert : Présentation, traduction et commentaires », Collection Sciences dans l'histoire, Librairie Albert Blanchard, París, 2014. ISBN 978-2-85367-266-5

## Epónimia
- El Lambert, unidad de medida angloamericana de luminancia.
- El cráter lunar Lambert lleva este nombre en su memoria.[5]
- Así mismo, el cráter marciano Lambert conmemora su nombre.[6]
- También se denominó con su nombre el asteroide (187) Lamberta, descubierto en 1878.
- En el libro Ciudad Permutación de Greg Egan se les denomina Planeta Lambert a una simulación basada del mundo real con reglas simplificadas de la física.